# Mauro Sandreani
Mauro Sandreani (Roma, 26 settembre 1954) è un allenatore di calcio ed ex calciatore italiano, di ruolo difensore o centrocampista, collaboratore tecnico del Napoli.

## Biografia
È padre di due figli.

## Carriera

### Club

Un giovane Sandreani (accosciato, secondo da destra) nella "Primavera" della Roma nel 1974

Prodotto del vivaio giallorosso, la sua primissima apparizione con la prima squadra avviene nell'amichevole contro il Pomezia del 1972.
Sandreani è un buon difensore che Liedholm decide prima di far esordire in Serie A e poi di trattenere, per farlo crescere in casa; tenta di ripagare il Barone nel migliore dei modi, ma purtroppo per lui (e per le sorti della Roma), il suo rendimento è troppo spesso minato da continui infortuni che ne limitano la crescita e quindi la definitiva consacrazione.
Dopo 3 stagioni in cui colleziona appena 31 presenze, la sua avventura in giallorosso volge al termine.
Ha militato principalmente nel Lanerossi Vicenza, con una parentesi nella stagione 1978-1979 nel Genoa, e in seguito nel Modena, per poi chiudere la carriera anzitempo a causa di gravi infortuni.
In carriera ha totalizzato complessivamente 31 presenze in Serie A e 78 presenze e 2 reti in Serie B.

### Allenatore
Dal 1988 al 1989 è stato il vice allenatore del Perugia con Mario Colautti mentre dal 1989 al 1991 è stato il vice al Padova di Enzo Ferrari e Mario Colautti. Da allenatore comincia nel 1991 e nel 1994 ha condotto il Padova dalla Serie B alla A, guidandolo per due stagioni nella massima categoria.
Nel 1995 Sandreani supera a pieni voti il supercorso di Coverciano con una tesi sul sistema 5-3-2. Ha allenato anche il Torino. Nel 1997 guida il Ravenna. Il 3 marzo 1998 si dimette dalla guida della squadra romagnola, il 18 agosto diventa allenatore dell'Empoli in Serie A. ma viene esonerato il 16 febbraio 1999. Il 30 giugno 1999 diventa allenatore del Tenerife squadra di seconda divisione spagnola. Il 4 ottobre viene esonerato.
L'ultima esperienza è col Treviso. Decide quindi di abbandonare definitivamente la carriera di allenatore, dedicandosi alla ricerca di nuovi talenti.
Dal 2004 è osservatore per conto della Juventus, il buon lavoro svolto gli vale la nomina a coordinatore degli osservatori a partire dal 5 ottobre 2006.. Durante il ritiro della stagione 2013-2014 la dirigenza juventina gli assegna temporaneamente l'incarico di responsabile tecnico degli allenatori del settore giovanile; dal 12 luglio diventa collaboratore tecnico di Antonio Conte per la prima squadra ritornando così, dopo dodici anni, al lavoro sul campo.
Il 16 luglio 2014 viene sollevato dall'incarico in seguito alle dimissioni di Conte. Il 19 agosto, con la firma del tecnico salentino come commissario tecnico della Nazionale A, Sandreani entra a far parte dello staff azzurro in qualità di collaboratore tecnico. Dopo le dimissioni del tecnico salentino il 30 agosto 2016, viene nominato direttore dell’area scouting. Il 4 agosto 2023, a seguito di una riorganizzazione degli staff delle nazionali, esce dai quadri tecnici.
Il 5 giugno 2024 entra nello staff del Napoli in qualità di collaboratore tecnico, dove affiancherà il nuovo allenatore azzurro Antonio Conte.

### Commentatore
È stato commentatore sulle reti televisive RAI, affiancando il telecronista nelle partite ufficiali della Nazionale. Con l'esplosione dello scandalo del calcio italiano del 2006 paga il ruolo di osservatore per la Serie B che Luciano Moggi gli aveva affidato nel 2004, venendo sospeso da ogni incarico ed estromesso dai servizi giornalistici e sportivi della TV di stato.
Sandreani è il secondo telecronista del videogioco Pro Evolution Soccer, da PES 4 a PES 2008, affiancando il commentatore Marco Civoli.

## Statistiche

### Statistiche da allenatore
Statistiche aggiornate a giugno 2001.
| Stagione        | Squadra         | Campionato      | Campionato | Campionato | Campionato | Campionato | Coppe nazionali | Coppe nazionali | Coppe nazionali | Coppe nazionali | Coppe nazionali | Coppe continentali | Coppe continentali | Coppe continentali | Coppe continentali | Coppe continentali | Altre coppe | Altre coppe | Altre coppe | Altre coppe | Altre coppe | Totale | Totale | Totale | Totale | % Vittorie | Piazzamento      |
| Stagione        | Squadra         | Comp            | G          | V          | N          | P          | Comp            | G               | V               | N               | P               | Comp               | G                  | V                  | N                  | P                  | Comp        | G           | V           | N           | P           | G      | V      | N      | P      | %          | Piazzamento      |
| --------------- | --------------- | --------------- | ---------- | ---------- | ---------- | ---------- | --------------- | --------------- | --------------- | --------------- | --------------- | ------------------ | ------------------ | ------------------ | ------------------ | ------------------ | ----------- | ----------- | ----------- | ----------- | ----------- | ------ | ------ | ------ | ------ | ---------- | ---------------- |
| mag.-lug. 1992  | Padova          | B               | 7          | 2          | 4          | 1          | -               | -               | -               | -               | -               | -                  | -                  | -                  | -                  | -                  | -           | -           | -           | -           | -           | 7      | 2      | 4      | 1      | 28,57      | Sub., 12º        |
| 1992-1993       | Padova          | B               | 38         | 17         | 13         | 8          | CI              | 1               | 0               | 0               | 1               | -                  | -                  | -                  | -                  | -                  | -           | -           | -           | -           | -           | 39     | 17     | 13     | 9      | 43,59      | 5º               |
| 1993-1994       | Padova          | B               | 38+1       | 11+1       | 21+0       | 6+0        | CI              | 3               | 1               | 1               | 1               | CAI                | 4                  | 2                  | 1                  | 1                  | -           | -           | -           | -           | -           | 46     | 15     | 23     | 8      | 32,61      | 4º (prom.)       |
| 1994-1995       | Padova          | A               | 34+1       | 12+1       | 4+0        | 18+0       | CI              | 2               | 1               | 0               | 1               | -                  | -                  | -                  | -                  | -                  | -           | -           | -           | -           | -           | 37     | 14     | 4      | 19     | 37,84      | 14º              |
| 1995-1996       | Padova          | A               | 34         | 7          | 3          | 24         | CI              | 2               | 1               | 0               | 1               | -                  | -                  | -                  | -                  | -                  | -           | -           | -           | -           | -           | 36     | 8      | 3      | 25     | 22,22      | 18º (ret.)       |
| Totale Padova   | Totale Padova   | Totale Padova   | 153        | 51         | 45         | 57         |                 | 8               | 3               | 1               | 4               |                    | 4                  | 2                  | 1                  | 1                  |             |             |             |             |             | 165    | 56     | 47     | 62     | 33,94      |                  |
| 1996-apr. 1997  | Torino          | B               | 28         | 11         | 8          | 9          | CI              | 2               | 1               | 0               | 1               | -                  | -                  | -                  | -                  | -                  | -           | -           | -           | -           | -           | 30     | 12     | 8      | 10     | 40,00      | Eson.            |
| 1997-mar. 1998  | Ravenna         | B               | 24         | 6          | 8          | 10         | CI              | 4               | 2               | 1               | 1               | -                  | -                  | -                  | -                  | -                  | -           | -           | -           | -           | -           | 28     | 8      | 9      | 11     | 28,57      | Dim.             |
| 1998-feb. 1999  | Empoli          | A               | 21         | 3          | 8          | 10         | CI              | 2               | 0               | 1               | 1               | -                  | -                  | -                  | -                  | -                  | -           | -           | -           | -           | -           | 23     | 3      | 9      | 11     | 13,04      | Eson.            |
| lug.-ott. 1999  | Tenerife        | SD              | 7          | 2          | 2          | 3          | CR              | -               | -               | -               | -               | -                  | -                  | -                  | -                  | -                  | -           | -           | -           | -           | -           | 7      | 2      | 2      | 3      | 28,57      | Eson.            |
| feb.-giu. 2001  | Treviso         | B               | 17         | 3          | 4          | 10         | -               | -               | -               | -               | -               | -                  | -                  | -                  | -                  | -                  | -           | -           | -           | -           | -           | 17     | 3      | 4      | 10     | 17,65      | Sub., 17º (ret.) |
| Totale carriera | Totale carriera | Totale carriera | 250        | 76         | 75         | 99         |                 | 16              | 6               | 3               | 7               |                    | 4                  | 2                  | 1                  | 1                  |             |             |             |             |             | 270    | 84     | 79     | 107    | 31,11      |                  |

## Palmarès

### Giocatore

#### Competizioni nazionali
- Serie C2: 1

Vis Pesaro: 1986-1987
- Campionato Interregionale: 1

Vis Pesaro: 1985-1986

#### Competizioni internazionali
- Coppa Anglo-Italiana: 1

Modena: 1982